# Javier Navarrete
Javier Navarrete (1956) é um compositor de trilhas sonoras espanhol.
Ele é mais famoso por compor a trilha sonora do filme El Laberinto del Fauno (2006), tendo recebido um indicação ao Oscar de Melhor Trilha Sonora e ao Grammy Award de Melhor Álbum de Trilha Sonora Compilada para Filme, Televisão ou Outra Mídia Visual por seu trabalho.

## Ligaçãoes Externas
- Javier Navarrete. no IMDb.